# Christopher Paolini
Christopher Paolini (Los Angeles, 17 novembre 1983) è uno scrittore statunitense.
A soli quindici anni ha iniziato la stesura di Eragon (pubblicato dapprima nel 2001 e in seguito nel 2003), il primo libro della fortunata serie fantasy Ciclo dell'Eredità.

## Biografia
Figlio di due insegnanti di lettere che hanno abbandonato il lavoro per dedicarsi all'istruzione dei due figli (la sorella, Angela Paolini, ha ispirato l'omonimo personaggio dei suoi libri), è nato il 17 novembre 1983 nel sud della California. Vive in Montana nella Paradise Valley, una zona selvaggia lungo il fiume Yellowstone, che ha ispirato lo stesso Paolini per i paesaggi descritti nei suoi libri. Non ha frequentato una scuola, ma sono stati i genitori a istruirlo. Incoraggiato anche da loro, scrisse Eragon, suo romanzo d'esordio, ad appena quindici anni nel 1999, spinto dalla sua grande passione per la letteratura fantasy. Ha impiegato un anno a terminare la prima stesura e un altro anno per rivederlo.
Il libro fu pubblicato dai genitori mediante il servizio di autoedizione nel 2002. Carl Hiaasen, giallista americano, scoprì il libro in una piccola libreria del Montana e lo propose al suo editore Alfred A. Knopf. Eragon arrivò in vetta alle classifiche dei best seller pubblicata dal New York Times. Ha venduto oltre un milione di copie in soli sei mesi nel 2003, è rimasto per 87 settimane consecutive nella classifica dei best seller del New York Times e per 21 mesi consecutivi nella lista dei bestseller per giovani e adulti del Publisher's Weekly. Nel 2005 fu pubblicato il seguito di Eragon, Eldest. Nel 2008 uscì il terzo libro del ciclo, Brisingr, e l'8 novembre 2011 il quarto e ultimo libro, Inheritance.
Le opere di Paolini, nel 2012, sono state tradotte in quarantanove lingue ed hanno venduto più di 30 milioni di copie nel mondo. Per questo è entrato, nel gennaio 2011, nel Guinness dei primati come più giovane autore al mondo ad aver scritto una serie bestseller.
Paolini ha dichiarato di avere origini italiane, da parte del nonno paterno, e di aver ottenuta la doppia nazionalità insieme alla sorella e alla sua famiglia.
Tra le "muse" di Paolini figurano i lavori di J. R. R. Tolkien, Terry Brooks, E. R. Eddison e il poema epico Beowulf. Paolini ha dichiarato che Eragon è stato ispirato dall'opera di Bruce Coville. Altre influenze letterarie includono David Eddings, Andre Norton, Brian Jacques, Anne McCaffrey, Raymond E. Feist, Mervyn Peake, Ursula K. Le Guin e Frank Herbert. Tra gli autori preferiti: Jane Yolen, Philip Pullman, Garth Nix, Lev Tolstoj, Octavia E. Butler, Peter Høeg e Evangeline Walton.
Paolini al Lucca Comics del 2012 ha annunciato il nuovo attesissimo séguito del Ciclo dell'eredità, su cui ha ammesso di essere già al lavoro, oltre ad un romanzo di fantascienza indipendente dal ciclo.
Il 10 ottobre 2018 Paolini annuncia l'uscita, prevista per il 31 dicembre 2018, di una raccolta di tre racconti le cui vicende andranno ad intersecarsi con alcuni avvenimenti presenti nel Ciclo dell'Eredità, ambientata quindi ad Alagaësia. Il nome della raccolta sarebbe The Fork, the Witch, and the Worm – Tales from Alagaësia (Volume 1: Eragon), poi pubblicato in Italia come La forchetta, la strega, e il drago. Racconti da Alagaësia.

## Opere

### Ciclo dell'Eredità
- Eragon, Milano, Fabbri Editori, 2002, ISBN 9788845102974
- Eldest, Milano, Fabbri Editori, 2005, ISBN 9788848603324
- Brisingr, Milano, Rizzoli, 2008, ISBN 9788817026130
- Guida di Eragon ad Alagaësia, Milano, Rizzoli, 2010, ISBN 9788817038294
- Inheritance, Milano, Rizzoli, 2011, ISBN 9788817051965
- La forchetta, la strega, e il drago. Racconti da Alagaësia, Milano, Rizzoli, 2019, ISBN 9788817109796
- Murtagh, Milano, Rizzoli, 2023, ISBN 9788817183611.

### Fractalverse
- Dormire in un mare di stelle, Milano, Rizzoli, 2020
- Fractal Noise (2023)